# Radium (album)
Radium è il terzo album in studio del gruppo industrial metal finlandese Ruoska, pubblicato nel 2005.

## Tracce
1. Veriura – 4:20
2. Kosketa – 3:51
3. Käärmeenpesä – 4:57
4. Irti – 3:43
5. Tuonen viemää – 3:47
6. Kiiraslapsi – 3:55
7. Multaa ja loskaa – 3:52
8. Narua – 3:59
9. Rumavirsi – 3:25
10. Herraa hyvää kiittäkää – 3:29
11. Isän kädestä – 4:01

## Formazione
- Patrik Mennander - voce
- Anssi Auvinen - chitarra
- Kai Ahvenranta - chitarra
- Mika Kamppi - basso
- Sami Karppinen - batteria